# Cricotopus brunettii
Cricotopus brunettii är en tvåvingeart som beskrevs av Jean-Jacques Kieffer 1913. Cricotopus brunettii ingår i släktet Cricotopus och familjen fjädermyggor. Inga underarter finns listade i Catalogue of Life.